# Deslandres (cráter)

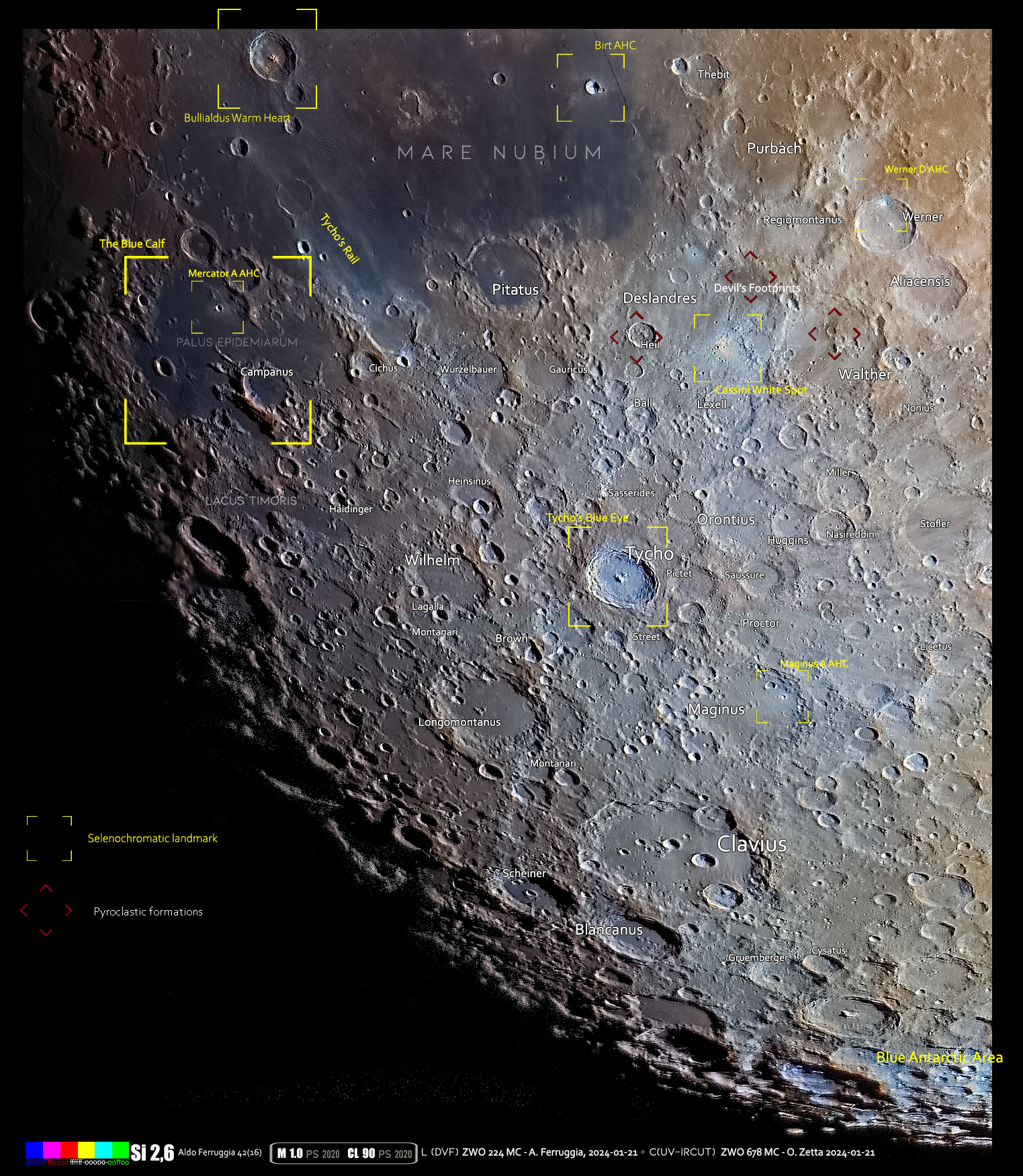
Área del cráter en formato selenocromático

Deslandres aparece como los restos muy desgastados y distorsionados de un cráter de impacto lunar. Se encuentra al sureste del Mare Nubium, en la accidentada sierra sur de la Luna. Por tamaño es el segundo mayor cráter de la parte visible de la Luna, siendo superado solo por los 303 kilómetros de diámetro del cráter amurallado Bailly, considerablemente llano. Las partes norte y este de la planta muestran una superficie relativamente llana, pero picada de viruelas por numerosos cráteres. Presenta una pequeña región con aspecto de mare debido a la lava basáltica en la parte oriental de la plataforma interior.
El cráter Walther está unido a los restos del borde oriental, y Ball invade el borde en el lado suroeste. El cráter Lexell irrumpe a través del borde del sudeste, formando un "refugio" en el fondo del cráter, debido a la gran diferencia de cotas en su borde norte. El irregular cráter Regiomontanus se une al borde nordeste de Deslandres, mientras que el cráter Hell se encuentra en su totalidad dentro del borde occidental.
|  |

El cráter satélite Hell Q se encuentra en el centro de una zona de la superficie de mayor albedo situada en la mitad oriental de Deslandres. En la época de luna llena, constituye uno de los puntos más brillantes en la superficie lunar. Su color claro indica que se trata de un cráter relativamente joven en términos geológicos lunares. Esta zona se denomina a veces como "punto brillante de Cassini", dado que fue cartografiada por primera vez por Cassini en 1672 desde el Observatorio de París.
Deslandres está tan fuertemente erosionado y degradado por los impactos que no fue realmente reconocido como un cráter hasta bien entrado el siglo XX. El nombre de esta formación fue sugerido por Eugène M. Antoniadi en 1942, y fue aprobado durante la asamblea general de la UAI en 1948.
Según algunas fuentes, la misión Luna 5 impactó contra la superficie lunar en este cráter (31°S 8°O / -31, -8).
Las primeras imágenes liberadas de la misión Lunar Reconnaissance Orbiter en 2009 pertenecían a la zona en la parte sur de este cráter.